# Petter Larsen

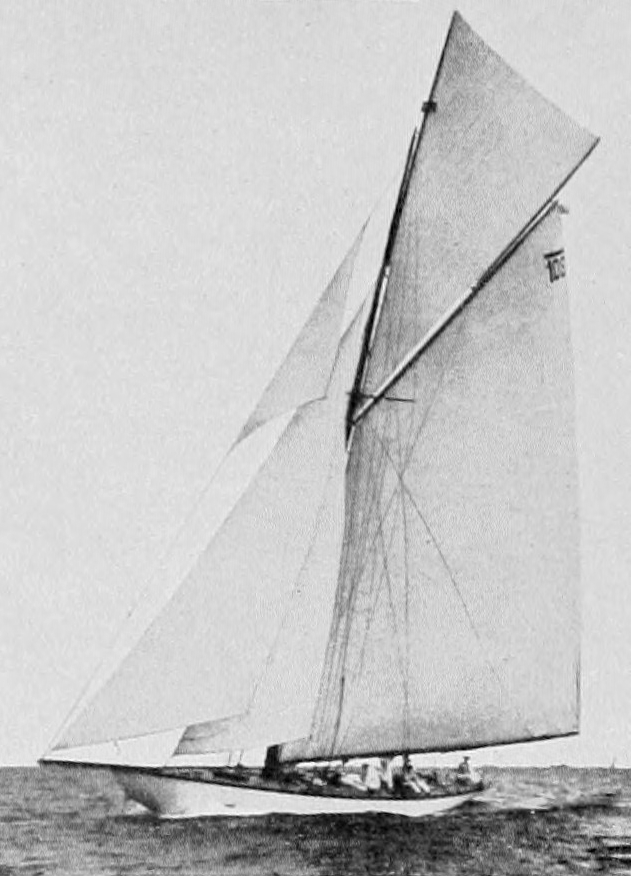
Jacht Magda IX

Petter Andreas Larsen (ur. 6 grudnia 1890 w Kristianii, zm. 13 września 1946 w Oslo) – norweski żeglarz, olimpijczyk, zdobywca złotego medalu w regatach na Letnich Igrzyskach Olimpijskich w 1912 roku w Sztokholmie.
Na Letnich Igrzyskach Olimpijskich 1912 zdobył złoto w żeglarskiej klasie 12 metrów. Załogę jachtu Magda IX tworzyli również Nils Bertelsen, Carl Thaulow, Halfdan Hansen, Arnfinn Heje, Alfred Larsen, Christian Staib, Eilert Falch-Lund, Johan Anker i Magnus Konow.
Syn Alfreda Larsena.